# Kemar Hyman
Kemar Hyman (ur. 11 października 1989 w George Town) – kajmański lekkoatleta specjalizujący się w biegach sprinterskich, olimpijczyk, rekordzista kraju.

## Osiągnięcia
| Rok  | Impreza                                     | Miejsce        | Konkurencja             | Lokata     | Wynik   |
| ---- | ------------------------------------------- | -------------- | ----------------------- | ---------- | ------- |
| 2005 | Mistrzostwa świata juniorów młodszych       | Marrakesz      | bieg na 100 metrów      | eliminacje | 10,80   |
| 2005 | Mistrzostwa świata juniorów młodszych       | Marrakesz      | bieg na 200 metrów      | półfinał   | 22,00   |
| 2006 | Mistrzostwa Ameryki Śr. i Karaibów juniorów | Port-of-Spain  | bieg na 100 metrów      | eliminacje | 10,80   |
| 2006 | Mistrzostwa Ameryki Śr. i Karaibów juniorów | Port-of-Spain  | bieg na 200 metrów      | 4. miejsce | 21,37   |
| 2006 | Mistrzostwa Ameryki Śr. i Karaibów juniorów | Port-of-Spain  | sztafeta 4 × 100 metrów | 3. miejsce | 40,79   |
| 2006 | Mistrzostwa świata juniorów                 | Pekin          | bieg na 100 metrów      | półfinał   | 10,81   |
| 2006 | Mistrzostwa świata juniorów                 | Pekin          | bieg na 200 metrów      | półfinał   | 21,54   |
| 2006 | Mistrzostwa świata juniorów                 | Pekin          | sztafeta 4 × 100 metrów | eliminacje | 40,92   |
| 2007 | CARIFTA Games                               | Providenciales | bieg na 200 metrów      | 2. miejsce | 21,10   |
| 2008 | Mistrzostwa świata juniorów                 | Bydgoszcz      | bieg na 100 metrów      | 8. miejsce | 10,79   |
| 2008 | Mistrzostwa świata juniorów                 | Bydgoszcz      | bieg na 200 metrów      | eliminacje | 21,81   |
| 2009 | Mistrzostwa Ameryki Środkowej i Karaibów    | Hawana         | bieg na 100 metrów      | eliminacje | 10,42   |
| 2009 | Mistrzostwa Ameryki Środkowej i Karaibów    | Hawana         | bieg na 200 metrów      | eliminacje | 21,23   |
| 2009 | Mistrzostwa Ameryki Środkowej i Karaibów    | Hawana         | sztafeta 4 × 100 metrów | 5. miejsce | 39,54   |
| 2009 | Mistrzostwa świata                          | Berlin         | bieg na 100 metrów      | eliminacje | 10,59   |
| 2011 | Mistrzostwa Ameryki Środkowej i Karaibów    | Mayagüez       | bieg na 100 metrów      | -          | DQ      |
| 2012 | Igrzyska olimpijskie                        | Londyn         | bieg na 100 metrów      | półfinał   | DNS     |
| 2013 | Mistrzostwa świata                          | Moskwa         | bieg na 100 metrów      | eliminacje | DQ      |
| 2014 | IAAF World Relays                           | Nassau         | sztafeta 4 × 100 metrów | eliminacje | 39,76   |
| 2014 | IAAF World Relays                           | Nassau         | sztafeta 4 × 200 metrów | eliminacje | 1:24,91 |
| 2014 | Igrzyska Wspólnoty Narodów                  | Glasgow        | bieg na 100 metrów      | półfinał   | 10,31   |
| 2014 | Igrzyska Wspólnoty Narodów                  | Glasgow        | sztafeta 4 × 100 metrów | eliminacje | 40,50   |
| 2014 | Igrzyska Ameryki Środkowej i Karaibów       | Xalapa         | bieg na 100 metrów      | eliminacje | 10,78   |
| 2015 | Igrzyska panamerykańskie                    | Toronto        | bieg na 100 metrów      | półfinał   | 10,17   |
| 2015 | Mistrzostwa NACAC                           | San José       | bieg na 100 metrów      | 5. miejsce | 10,21   |
| 2015 | Mistrzostwa świata                          | Pekin          | bieg na 100 metrów      | eliminacje | 10,32   |
| 2016 | Halowe mistrzostwa świata                   | Portland       | bieg na 60 metrów       | półfinał   | 6,61    |
| 2016 | Igrzyska olimpijskie                        | Rio de Janeiro | bieg na 100 metrów      | eliminacje | 10,34   |
| 2018 | Halowe mistrzostwa świata                   | Birmingham     | bieg na 60 metrów       | eliminacje | DQ      |
| 2018 | Igrzyska Wspólnoty Narodów                  | Gold Coast     | bieg na 100 metrów      | 5. miejsce | 10,21   |
| 2019 | Mistrzostwa świata                          | Doha           | bieg na 100 metrów      | eliminacje | 10,37   |

## Rekordy życiowe
- Bieg na 60 metrów (hala) – 6,56 (21 stycznia 2012, Birmingham) - rekord Kajmanów
- Bieg na 100 metrów – 9,95 (7 lipca 2012, Madryt) - rekord Kajmanów / 9,85w (7 sierpnia 2015, San José)
- Bieg na 200 metrów – 20,73 (9 kwietnia 2016, Athens) - do 2017 rekord Kajmanów
- Bieg na 200 metrów (hala) – 21,42 (21 stycznia 2011, Blacksburg) - rekord Kajmanów